# Diàspora basca
La diàspora basca és com es coneix la dispersió dels bascs que, per diferents motius, van deixar la seva terra per a emigrar a altres llocs. Molts d'ells senten una inclinació especial per la seva terra; i després de sis generacions de viure'n fora encara mantenen vincles amb el país d'origen i continuen definint-se com bascos.
Sovint la diàspora basca és anomenada amb un cert afecte la vuitena província.

## Bascos fora de la seva terra
Des dels inicis de la conquesta cristiana, alguns grups bascos s'establiren lluny del seu solar originari. Al principi foren repoblacions en territoris presos a l'islam, fonamentalment als territoris castellans, però també a l'Aragó Oriental i la Ribera Navarra, i més tard les colònies espanyoles d'Amèrica, la qual cosa portà molts bascos a assentar-se lluny del seu país, ja fos per desig de participar en l'aventura, ja per establir-se com a comerciants als ports base de les flotes americanes.
La causa fonamental de l'emigració fou la particular estructura social dels territoris bascos. L'herència paterna solia recaure en un dels fills, no necessàriament el primogènit, la qual cosa en relegava els altres a un paper secundari, del qual solament podien alliberar-se per l'emigració de la seva terra o com a clergues. La gran experiència marinera dels bascos de la costa, i l'excel·lent qualitat de les naus cantàbriques, que eren les preferides per a Amèrica, els va fer participar en la conquesta d'Amèrica, on es van establir a partir del segle xvi.
Uns segles més tard, quan ja hi havia descendents de bascos repartits per gairebé tots els territoris de la monarquia espanyola, aquests van participar activament, com la major part dels membres de la burgesia criolla, en les guerres d'independència americanes.
Després de la independència hispanoamericana, va haver-hi una nova onada d'emigració, amb un àmbit més ampli. La necessitat de bons pastors a Amèrica, junt amb la crisi econòmica de la vella Europa, va propiciar emigracions massives de bascos a l'oest dels Estats Units i a l'Uruguai. Com que Buenos Aires era el port de desembarcament dels que es dirigien a l'Uruguai, molts pastors es van quedar a l'Argentina.
L'emigració va créixer i arribà a ser preocupant, especialment al País Basc del Nord. Un dels factors més rellevants van ser els desertors bascos de l'exèrcit francès. El 1850, quan la població del País Basc continental no arribava a l'1% de França, el 50% dels desertors de l'exèrcit francès eren bascs. Es calcula que entre 1832 i 1907 van marxar cent mil persones d'Iparralde en una època en què la població mitjana de la regió era de 120.000 persones.
Una altra emigració massiva de bascos es va produir després de la Guerra Civil espanyola, inclosos en la diàspora republicana. Molts dels que estaven en contra del colp d'estat militar del 1936 van haver d'abandonar l'estat. Entre ells es trobava el Govern d'Euskadi, que es va mantenir com a tal a l'exili fins poc després de l'arribada de la "democràcia".
Una última emigració forçada és la provocada per l'enfrontament armat entre els membres d'ETA i les forces policials i militars espanyoles, formada tant per fugits de la justícia acusats de formar part del grup armat, com dels contraris al nacionalisme basc que han estat amenaçats com a objectius d'ETA.

### Emigració

#### Repoblacions durant la conquesta
En temps d'Alfons II d'Astúries, a l'incipient Castella es repoblen les valls de Mena i de Losa amb foramontans. La majoria dels colonitzadors eren vascons a la zona oriental, i càntabres i gots al centre i l'oest.
Una prova d'aquestes repoblacions basques són els topònims, como Naharros (Salamanca, Guadalajara i Conca) i Narros (Àvila, Salamanca, Sòria i Segòvia) –navarresos–, Bascones (Burgos, Palència i Astúries) i Bascos (Lugo i Ourense) –bascs– i Vizcaínos.
Pel costat navarrès-aragonès, Alfons I d'Aragó repobla el 1119 el territori sorià amb aragonesos i navarresos, permetent als musulmans romandre en zones rurals, a causa de la falta de gent en els seus regnes.
Així, els cognoms bascos es van repartint per ambdues Castelles (Vella i Nova), La Rioja, part d'Aragó, La Manxa, el Regne de Múrcia, Extremadura, Andalusia i les Canàries, i una part significativa passà a Navarra i, a través d'Aragó, al Regne de València. També els cognoms navarresos es van propagar en gran manera en aquestes últimes zones i, a través de Castella, a Extremadura, La Manxa i Andalusia.
Una vegada completada la conquesta de Canàries, cap al 1525, només una quarta part de la població de les illes era guanxe. Els altres eren immigrants castellans, andalusos, gallecs i portuguesos, i mercaders i marins bascos, de Burgos, catalans i genovesos.
També es van instal·lar bascos com a repobladors després d'haver servit a la corona espanyola. N'és un exemple el de Garci López de Arriaran, que després de servir en l'Esquadra de Guarda de l'Estret, es va quedar a Màlaga amb alguns dels seus parents i alguns dels seus soldats; i un altre el de Domingo de Lezcano, probablement parent de Juan de Lezcano, que va fer el mateix.

#### Vizcaínosa Cadis

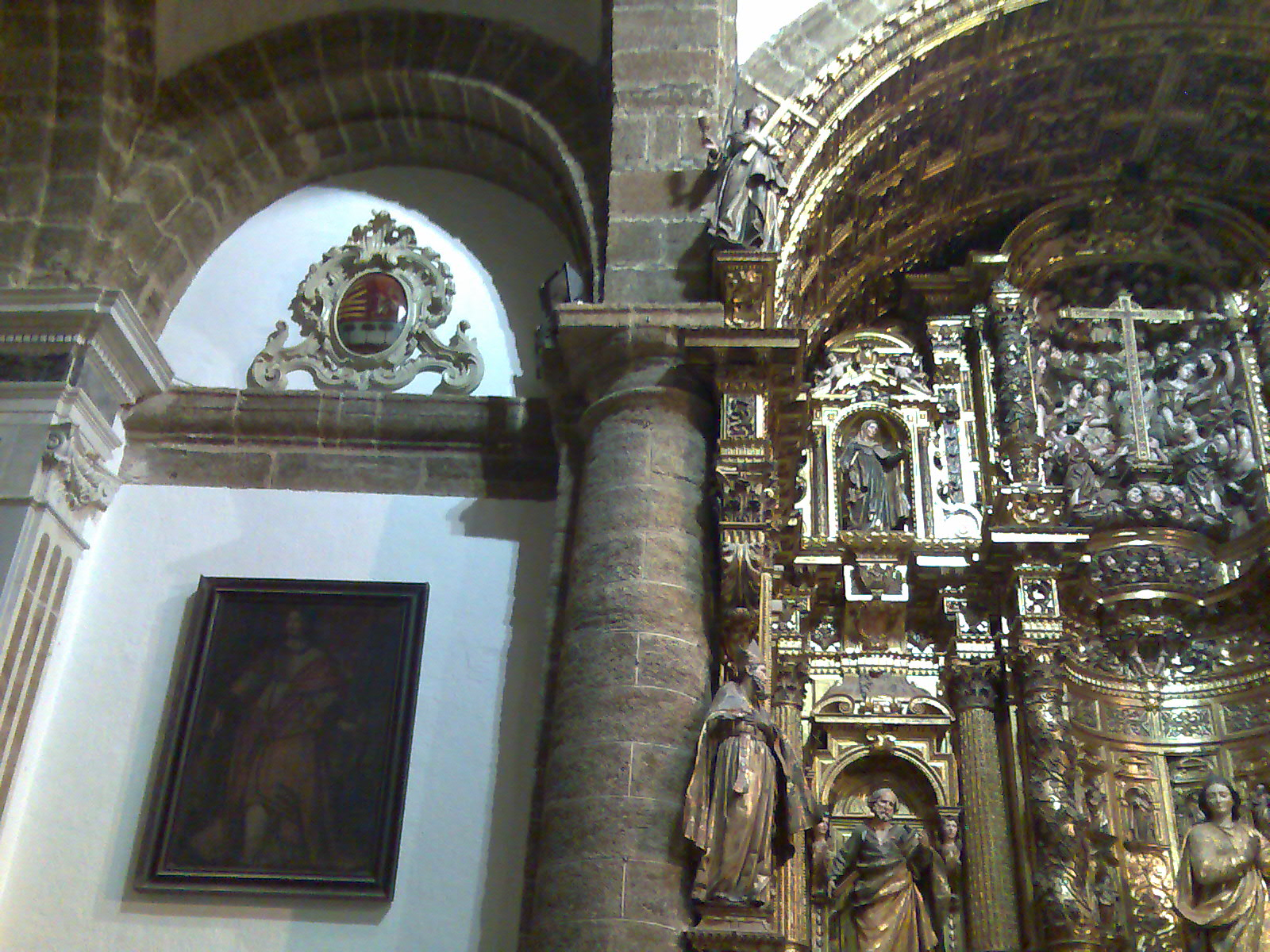
A l'esquerra de l'altar major de la Catedral Vella de Cadis es pot veure un escut antic de Guipúscoa

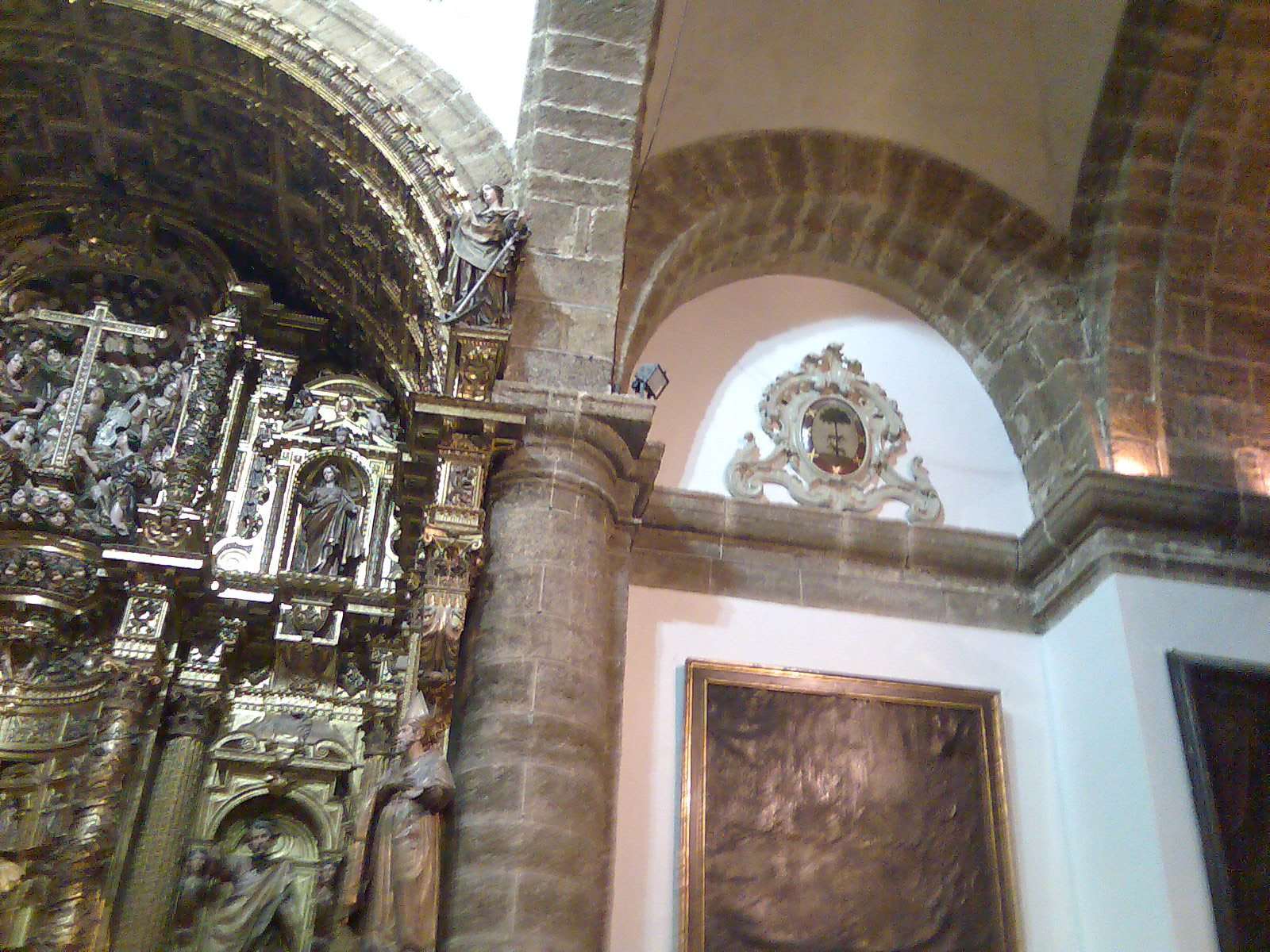
I a la dreta el de Biscaia, provinents de la desapareguda Capilla de los Vizcaínos

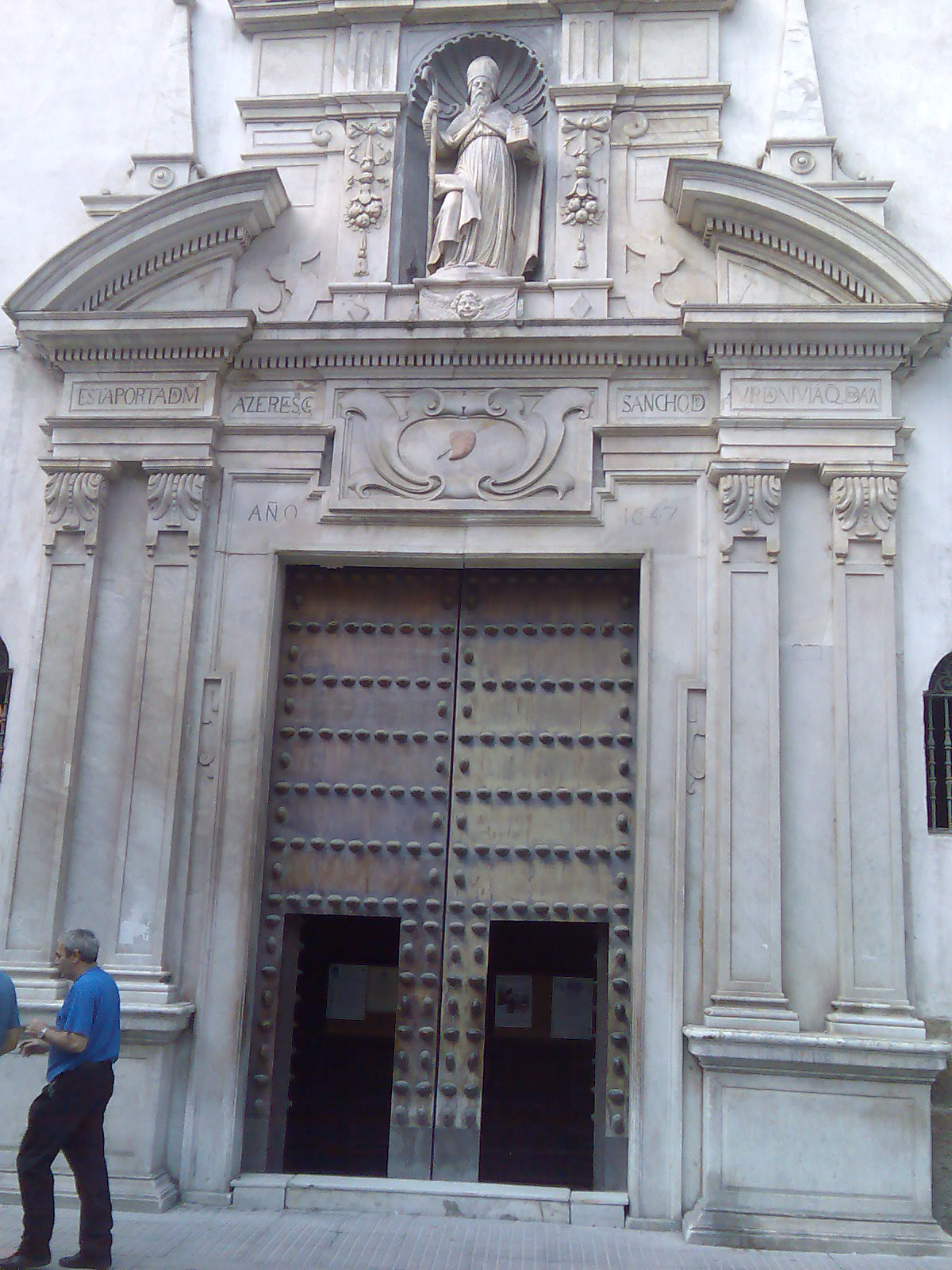
Església de San Agustín (Cadis). Damunt de la porta es pot llegir ESTA PORTADA AZERES?? SANCHO DE URDANIBIA QD??. AÑO 1647

El Col·legi de Pilots Biscaïns de Cadis disposava de capella pròpia a la Catedral Vella. Per al seu retaule, el mestre Gaetano Patalano va fer les següents escultures el 1693: "San Fermín, "San Martín de Aguirre", "San Francisco Javier" i "San Ignacio de Loyola", totes de sants relacionats amb Bascònia.
En l'edat mitjana i gairebé fins al segle xix, totes les persones que procedien de les províncies orientals del golf de Biscaia es deien biscaí. Així, Juan de la Cosa, de Santoña, era conegut com a "biscaí". Per extensió, es va aplicar aquest nom a tots els d'origen basc.
Ja en temps d'Alfons X de Castella, van participar biscaïns en la repoblació de Cadis. La colonització d'Amèrica va donar nou auge a la ciutat, i s'hi van establir molts bascos, bé com a comerciants, bé com a navegants. Prova de la seva presència i influència en la ciutat és el fet que el 18 de març de 1500 els Reis Catòlics confirmen els privilegis i donen carta de Reial cèdula a les Ordenances del Col·legi de Pilots Biscaïns de Cadis, considerat avui com el primer precedent de la Facultat de Ciències Nàutiques de la Universitat de Cadis.
Al segle xvi, els biscaïns de Cadis col·laboraren en la formació d'una esquadra per a ajudar a defensar la ciutat.
A principi del segle xvii un grup de carregadors d'Índies, de majoria guipuscoana, va fundar la Venerable, Inmemorial y Pontificia Cofradía del Santísimo Cristo de la Humildad y Paciencia y María Santísima de la Amargura al convent dels agustins, en la qual van acollir els biscaïns residents a Cadis. El 1647 el basc Sancho de Urdanibia edifica l'església de San Agustín, que gairebé es pot considerar el temple del poble basc a Cadis, tot i que, en la mateixa època, els pilots biscaïns mantenien la seva capella pròpia a la Catedral Vella.
La Venerable, Inmemorial y Pontificia Cofradía de Penitencia del Santísimo Cristo de la Humildad y Paciencia y Nuestra Señora de la Amargura era coneguda com a Confraria nacional dels biscaïns (i avui de vegades se l'anomena Confraria dels bascos), per agrupar-hi naturals de les províncies basques i del Regne de Navarra, i se'n poden veure els tres escuts provincials i el del viejo reyno en les quatre cantonades de la volta central de l'església de San Agustín.

#### Bascs a Xile
La immigració basca a Xile és àmplia, notòria i contínua al llarg del temps, i es pot dividir en períodes històrics: el descobriment, fundació i període colonial; l'onada d'immigració del segle xviii i les immigracions recents (segles xix i xx). Actualment s'estima entre 1.600.000 (10%) i 3.200.000 (20%) els xilens que ostenten algun cognom basc.

##### Descobriment, fundació i període colonial
La presència basca a Xile comença ja amb el descobriment i conquesta del que més tard seria la República de Xile. Entre les hosts de Diego de Almagro el 1535 i de Pedro de Valdivia el 1540, ja hi venia un nombrós contingent de naturals de les províncies basques i de Navarra, així com bascs de la diàspora de la resta de la península. Durant la fundació de Santiago de Xile, mentre el traçat era realitzat per l'arquitecte Pedro de Gamboa, natural d'Elgorrieta, a Biscaia, el seu amic i company d'armes, Pedro de Miranda, natural de Lara, a Navarra, amenitzava el treball tocant cançons basques tradicionals amb un txistu.
El 1557, al costat de les hosts del governador García Hurtado de Mendoza, hi arribà Alonso de Ercilla, madrileny de pares originaris de Bermeo. Ercilla fou el creador del poema èpic La Araucana, en què destaca el valor dels araucans. Poc de temps després qui fou el primer poeta xilè Pedro de Oña (1570-1643), fill de bascos, va publicar el poema èpic Arauco domado, en què la temàtica és la contrària.
Aquest contingent, al llarg dels anys de la colònia va engrossir en nombre, i en destaquen els nombrosos governadors d'origen basc: Martín Ruiz de Gamboa, Martín García Óñez de Loyola, Pedro de Vizcarra, Francisco de Álava y Nurueña, Martín de Mújica y Buitrón, José de Garro, Juan Ustariz Vertizverea, José Santiago Concha y Salvatierra, Félix de Berroeta, Juan de Balmaceda Censano y Beltrán, Agustín de Jaúregui y Aldecoa, José de Rezabal y Ugarte i Francisco de Irarrázal. Al segle xvi, de les 157 famílies de la península que es van establir a Xile, 39 d'elles tenen cognoms bascos.

##### Onada d'immigració basca delseglexviii
Durant el segle xviii es va viure a la zona central de Xile una època de profund creixement i llarga pau. En aquesta època va haver-hi una gran immigració de les províncies basques i de Navarra, i s'assolí a la fi del segle xviii una participació conjunta basconavarresa que s'estima en un 27% de la població xilena (18,1% procedents del País Basc i 8,9% de Navarra). Van aconseguir ser el grup ètnic més important de la població, desplaçant els naturals, i descendents de nascuts a les regions d'Extremadura, Castella la Nova, Castella la Vella i Andalusia, que eren els components majoritaris de la població xilena durant el període de la colònia. Aquestes famílies immigrants es van dedicar inicialment sobretot al comerç, i en els anys següents es van produir nombrosos enllaços amb famílies d'origen castellà que eren posseïdores de terres i títols, i donaren origen a un nou grup social conegut en la història de Xile com "aristocràcia castellanobasca".
També durant aquest segle es crea a Xile la confraria d'Aranzazu, creada amb finalitats benèfiques per ajudar a bascos en extrema necessitat.

##### Immigracions recents (seglesxixixx)
Després de la reeixida colonització alemanya de gran part del sud de Xile, en 1840, va tenir lloc una nova onada d'emigració basca, tant de les regions peninsular com continental. L'últim contingent basc data de setembre de 1883. Aquesta immigració va continuar arran de les guerres carlistes i després es va acréixer amb la guerra civil espanyola: el poeta Pablo Neruda va destacar com a mediador per a la immigració de refugiats bascos a Xile, en gestions autoritzades pel president xilè d'aquesta època, Pedro Aguirre Cerda, amb ascendents bascos.
La presència basca i de descendents de bascos a Xile és nombrosa. Molts xilens amb ascendents bascos han destacat en diferents àmbits, sobretot en el militar: Manuel Rodríguez Erdoíza, Bernardo O'Higgins, l'avi matern del qual era basc; cultural: Gabriela Mistral, Pablo Neruda; eclesiàstic: els sants xilens Alberto Hurtado i sor Teresa de los Andes, el cardenal Francisco Javier Errázuriz Ossa, qei fou papable en l'elecció pontííicia que seguí a la mort de Joan Pau II; políti:, sols al segle xx, set caps d'estat xilens tenen algun avantpassat basc((Federico Errázuriz Echaurren, Germán Riesco Errázuriz, Juan Luis Sanfuentes Andonaegui, Emiliano Figueroa Larraín, Pedro Aguirre Cerda, Salvador Allende Gossens (Uribe) o Augusto Pinochet Ugarte), entre d'altres.
Potser tot això es pot resumir en una frase atribuïda a Miguel de Unamuno: «La Companyia de Jesús i la República de Xile són els dos grans fets del poble basc».

#### Polítics, militars i religiosos
El 1492, el descobriment d'Amèrica va modificar substancialment la vida dels espanyols. Malgrat l'escassa població basca, molts van destacar en aquesta etapa de descobriment, conquesta i colonització d'Amèrica, com en importants successos posteriors.
- La primera volta al món és completada per un marí basc, Juan Sebastián Elcano.
- El conqueridor i rebel Lope de Aguirre, conegut per la seva tirania i crueltat, va recórrer els Andes peruans, els rius Marañón i Amazones, i va arribar des de l'Amazones fins a l'illa Margarita, a Veneçuela.
- Juan de Garay va refundar Buenos Aires i fundà Santa Fe.
- Paraguai va ser colonitzat per Domingo Martínez de Irala.
- Mèxic occidental, per Francisco de Ibarra i conquistat per Cristóbal de Oñate, així com el nord conquistat per Francisco de Urdiñola, Juan de Tolosa, Diego de Ibarra i Juan de Oñate.
- Filipines, per Legazpi i Urdaneta.
- Juan de Zumárraga va ser el primer bisbe de Mèxic. Era defensor dels drets dels indis i va redactar un dels primers documents clau en la història de la defensa dels drets humans.
- La Companyia Guipuscoana va controlar el comerç amb l'actual Veneçuela durant el segle xviii.
- Pedro Antonio Olañeta va ser un dels cabdills reialistes que van lluitar contra els independentistes en la Guerra d'Independència americana.
- Agustín de Iturbide, fou el primer emperador mexicà i cap militar de la independència.
- Simón Bolívar, fou militar i polític veneçolà de l'època prerepublicana de la Capitania General de Veneçuela; fundador de la Gran Colòmbia, descendent de bascos biscaïns.
- Alonso de Ercilla, soldat, escriptor i poeta creador de La Araucana entre els anys 1568, 1578 i 1589. Els seus pares provenien de Biscaia.
- Rafael Urdaneta, militar i polític veneçolà, cap de la Independència de Veneçuela i president de la Gran Colòmbia. D'origen basc.
- José Antonio Anzoátegui fou oficial de l'Exèrcit veneçolà en la Guerra d'Independència de Veneçuela i cap de la Guàrdia d'Honor de Simón Bolívar. D'origen basc.
- Juan Bautista Arismendi, fou militar i cap veneçolà, d'origen basc.
- Arturo Michelena fou un dels més grans pintors veneçolans del segle xix. D'origen basc.

### Diàspores

#### Riu de la Plata
Al llarg del segle xix el País Basc estava sofrint una gran transformació: estava passant d'una societat predominantment agrícola i ramadera a una societat predominantment industrial. A més, havia sofert la guerra contra Napoleó I i les guerres carlistes. Aquestes van ser guanyades pels liberals, i entre els seus ideals es trobaven la Desamortització, amb la consegüent pèrdua del poder de l'Església, la modificació dels furs, el servei militar obligatori, etc. Molts agricultors bascos van escollir anar-se'n a Amèrica, on podien aconseguir terres, en comptes de treballar a la seva terra en fàbriques que normalment estaven en mans de liberals. A més, va haver-hi un important augment de població (de 535.539 persones el 1787 a 986.023 el 1910).
D'altra banda, les repúbliques del Riu de la Plata desitjaven acollir immigrants perquè quasi només tenien poblades les seves capitals i les costes, i pensaven que era bo barrejar la sang llatina hispana amb anglosaxona per millorar l'ètnia i prosperar.
El cònsol d'Uruguai a Vitòria va posar anuncis als periòdics per animar els bascos a emigrar al seu país. Aquest mateix cònsol manifestava al seu ministre de Relacions Exteriors que l'emigració basca era preferible, ja que eren homes forts i molt treballadors, catòlics i parlaven espanyol.
La suma de tots aquests factors va provocar una emigració massiva de bascos cap a les noves repúbliques. En aquest context van néixer els ganxos i les agències d'emigració que (de manera similar al que passa avui dia amb els emigrants) es lucraren a costa dels emigrants que s'hipotecaven per pagar el viatge a canvi de poder treballar al país de destinació i així poder saldar el seu deute.
Va haver-hi una primera etapa d'immigració a l'Argentina (1835-1853) de pastors bascos del País Basc del Nord. Li va seguir una etapa postconstitucional entre 1853-1877, en la qual molts emigrants es van instal·lar a la Pampa. Van ser més de 200.000 entre 1857 i 1864. I més tard, entre 1877 i 1914 els va seguir una altra onada d'immigrants després de ser aprovada la llei d'immigració argentina.

#### Oest dels Estats Units
A mitjan segle xix, amb la febre de l'or, molts bascos van emigrar a Califòrnia a la recerca de noves oportunitats. La majoria procedia d'Amèrica del Sud, encara que alguns van arribar directament d'Europa.
Els que procedien d'Amèrica del Sud havien estat pastors de la Pampa. En no trobar or, van decidir tornar al seu ofici de pastors d'ovelles, cercant una oportunitat en les grans prades inexplotades de Califòrnia. Cap a 1870 havien augmentat els seus ramats i obert grans territoris per alimentar el bestiar en la Califòrnia meridional, prop de les muntanyes Rocoses, passant per la Sierra Nevada i l'altiplà de Columbia. A la fi del segle xix s'havien repartit per les grans planes de l'Oest americà.
Les relacions d'aquests pastors bascos amb la societat nord-americana no era bona. Els ramaders establerts els consideraven intrusos, i el pasturatge era un ofici menyspreat a l'Oest americà. La majoria dels pastors bascos van viure una vida d'aïllament en un paisatge dur i, sovint, hostil, considerant-ho només com un període transitori. En aquest context, les dificultats de formar família i l'assimilació eren gairebé insuperables. Per aquestes raons, els bascos van mantenir una gran sensibilitat cap a la seva pàtria. En la seva majoria van considerar l'estada als EU com una espècie de purgatori per aconseguir diners i tornar a Iparralde o a Euskadi.

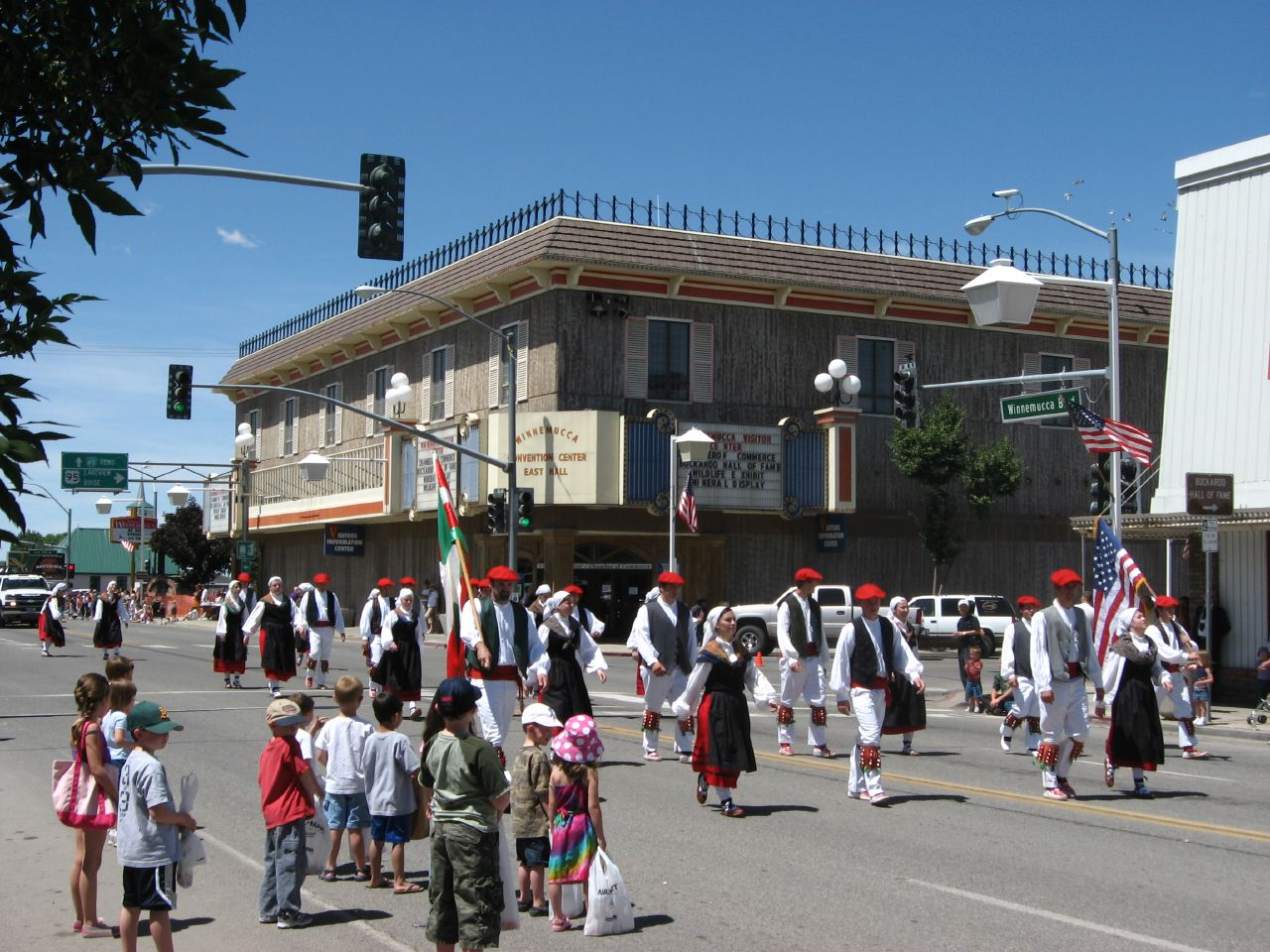
Festival basc a Winnemucca

Aquests pastors bascos eren, als Estats Units, pioners de la transhumància que caracteritzaria el pasturatge de xais a l'Oest americà. Mentre molts tornaven al seu país, alguns van considerar quedar-se, i van comprar ranxos on explotar ovelles. Molts van obtenir la ciutadania americana, i els seus viatges a la casa mare eren curts, de vegades amb l'única finalitat de buscar esposa i tornar amb ella a Amèrica. Eren anomenats despectivament al País Basc amerikanoak, perquè eren rics i se'ls solia tenir enveja. Entre 1900 i 1920 430.000 bascos sota l'estat espanyol i francès es van instal·lar als Estats Units, normalment en comunitats relacionades entre si, com en Jordan Valley, ciutat del comtat de Malheur (Oregon), construïda per bascos el 1915. També s'instal·len a Idaho i a Elko i Winnemucca (Nevada). En els primers anys del segle xx, els bascos aconsegueixen augmentar la seva influència en algunes empreses mercantils, i el seu èxit en diversos sectors ha servit per ressaltar la seva presència en aquestes regions com un capital cultural i econòmic únic. Al mateix temps, la comunitat basca va començar a afavorir esdeveniments i festivals que propaguessin la seva basca.

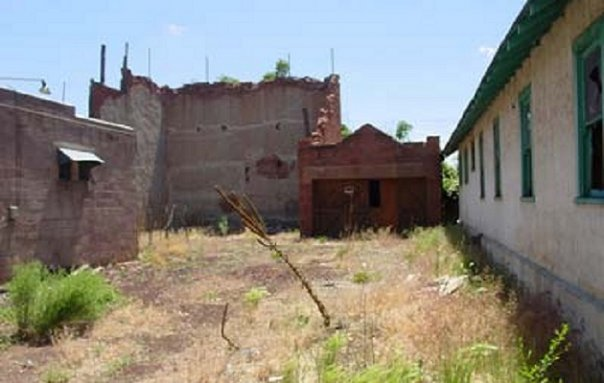
Lloc de joc de pilota a Flagstaff (Arizona), fet el 1926

La immigració basca als Estats Units va ser pràcticament suprimida a conseqüència de l'aplicació de la National Origins Quota Act de 1921, que perseguia limitar l'emigració del sud i est d'Europa (d'acord amb la llei, la quota anual de peninsulars es reduïa a 131 persones, mentre que França amb prou feines podia enviar unes 4.000 persones).
Cap a finals de la dècada de 1940, a causa de l'escassetat de mà d'obra després de la Segona Guerra Mundial, la indústria ovellera va passar una greu crisi. El 1952 el senador de Nevada Pat McCarran va restablir la immigració de pastors bascos amb la Immigration act, que n'autoritzava una quota de 500 (tècnicament Spanish Sheep Herders). Però els problemes entre ranxers i ecologistes van fer que es limités el nombre d'ovelles, per la qual cosa els guanys van deixar de ser atractius. La demanda de pastors bascos es va reduir, i es redirigí cap a Mèxic, Perú i Xile. A mitjan 1970 hi havia menys de 100 pastors bascos a l'Oest americà. Després de segle i mig, els bascos han deixat la seva empremta en l'economia rural de l'oest americà.
Alguns han tornat al País Basc, com Jon Andueza, cineasta i presentador d'Euskal Telebista, que va néixer a Oregon. Uns altres són personatges coneguts, com John Garamendi, nomenat per Bill Clinton secretari d'Interior als Estats Units, o Paul Laxalt, governador de Nevada i conseller de Ronald Reagan.

#### Franquisme
La caiguda del front Nord primer i el final de Guerra civil, amb la victòria franquista, va empènyer a l'exili milers de persones, incloent-hi soldats de l'Eusko Gudarostea i altres soldats bascos de l'Exèrcit republicà, membres dels partits polítics oposats al feixisme, i el mateix Govern d'Euskadi.
La major part es va traslladar primer al País Basc del Nord i allí es decidia la seva destinació final. Els seus vincles familiars amb Amèrica Llatina o la informació que havien obtingut sobre ells (de la seva família, del seu poble...) solia tenir-se en compte a l'hora d'enviar les milers de famílies al que seria el seu exili.
El 1939 el Govern d'Euskadi a l'exili va estimar en 150.000 els exiliats bascs que hi havia només al País Basc del Nord. No obstant això, no hi ha estadístiques oficials per a la resta de bascs que en comptes de fugir al País Basc del Nord van emigrar a altres estats com a refugiats polítics. Molts es van refugiar a Amèrica Llatina. Unes 35.000 persones van arribar a Mèxic, Veneçuela i Argentina després de la Guerra Civil espanyola. Les comunitats basques existents al continent van rebre els exiliats, els van oferir assistència sanitària, allotjament i fins i tot ocupació. Multitud de refugiats bascos van partir cap a altres estats europeus, principalment a la Unió Soviètica, Bèlgica i el Regne Unit. En principi el que anava a ser una situació temporal es va convertir en la seva nova llar, ja que una gran part d'ells no va poder tornar per raons tant polítiques com a econòmiques.
Després de la Segona Guerra Mundial es va produir una altra onada migratòria, aquesta vegada de caràcter econòmic, a Austràlia, estat que va experimentar un sobtat auge econòmic: necessitava mà d'obra, per la qual cosa va engegar una política agressiva d'immigració per augmentar-ne la població. El 1958 l'Associació de Productors de Canya del nord de Queesland va enviar un representant a l'estat espanyol per reclutar mà d'obra. Més de 5.000 peninsulars van emigrar a Austràlia en els anys següents, la meitat d'ells bascos.
Per la seva banda, el Govern d'Euskadi va mantenir, no sense problemes, la seva seu a París sota la presidència primer de José Antonio Aguirre i, després de la seva mort el 1960, de Jesús María de Leizaola, i va centrar la seva activitat en el seguiment de la situació social del País Basc i a ser una activa veu opositora al règim de Franco.

#### Democràcia
Fins al 2005, 38.700 persones abandonaren el País Basc, la qual cosa no ha modificat el nombre de la població de la comunitat autònoma a causa d'un flux immigratori similar.
Des d'alguns sectors espanyols com el Fòrum Ermua s'associa gran part d'aquesta emigració amb el terrorisme d'ETA i la pressió i amenaces del seu entorn. En l'estudi de la Fundació BBVA Evolución de la población española en el siglo XX, presentat el 2007, es fa ressò que gairebé 200.000 persones han abandonat el País Basc des de l'inici d'activitat d'ETA, un nombre de 157.417 persones entre els anys 1980 i 2000. Si bé aquest estudi al·ludeix com una de la principals causes d'aquesta emigració la por infosa per ETA, el seu coordinador Julio Alcaide també va matisar en la seva presentació altres motivacions i components sociològics que no es van tenir en compte, com el fet que els jubilats oriünds d'altres llocs de l'estat residents al País Basc, una vegada jubilats tendeixen a tornar als seus llocs d'origen.
D'altra banda, diverses associacions independentistes de la diàspora basca i associacions de suport als presos d'ETA defineixen els fugits de la justícia espanyola i francesa per la seva relació o pertinença a ETA com a "exiliats polítics". L'Associació Diàspora Basca denúncia que més de dos mil bascos es troben fugits a l'estranger i la gran pressió exercida per a la seva extradició.

## Presència en diferents països

### Argentina

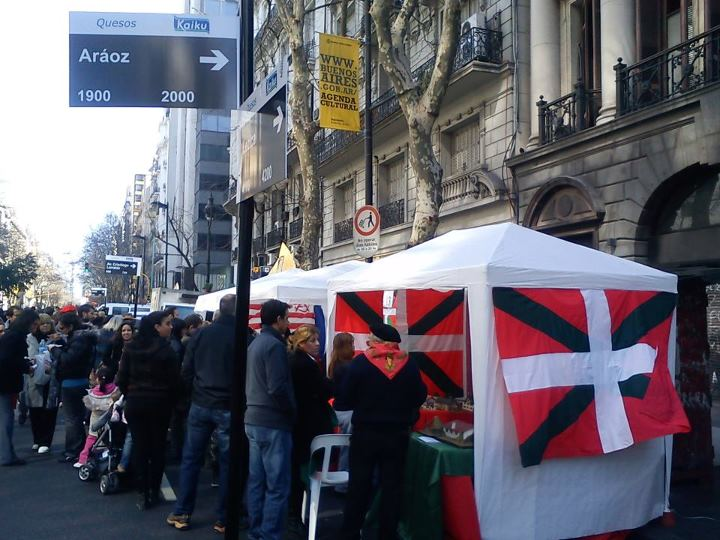
Festival basc a Buenos Aires, agost de 2011

Per raons econòmiques o polítiques per a milers de bascos tant d'Iparralde com d'Euskadi, Argentina ha estat un lloc d'acollida. Es calcula que al voltant del 10% de la població argentina té ancestres bascs.

#### Cases Basques (Euskal Etxeak)
D'un total de 162 arreu del món, a l'Argentina n'hi ha 76 (gairebé la meitat) centres relacionats amb la cultura basca oficialment reconeguts pel Govern Basc en virtut del Decret 318/1994, de 28 de juliol, pel qual es regulen el Reconeixement i Registre dels Centres Bascos situats fora de la Comunitat Autònoma del País Basc. Una de les més grans es troba a Llavallol, partit de Lomas de Zamora, amb un col·legi, llar d'ancians i capella Euskal- Echea, on es fa una vegada a l'any una multitudinària "Festa Basca", a la qual assisteixen moltes personalitats importants i la totalitat de l'alumnat de la institució.

#### Herència cultural
La comunitat basca ha deixat la seva petjada a l'Argentina com, per exemple, en la toponímia i els cognoms.
Anualment se celebra la Semana Cultural Vasca de Argentina en una localitat diferent amb un programa festiu carregat d'actes culturals. També hi ha diverses fundacions i associacions com la Fundación Vasco Argentina Juan de Garay i Euskal Argentina, i en universitats com la Universitat de la Plata s'ofereixen programes de lectorat d'èuscar i cultura basca.

### Colòmbia
La presència del poble basc a Colòmbia també va tenir gran importància, sobretot al Departament d'Antioquia, fet que ha suscitat gran interès. D'això es van encarregar especialment dos historiadors nord-americans: Everett Hagen i Leonard Kasdan. Hagen va consultar la guia telefònica de Medellín el 1957 i va constatar que un 15% dels cognoms era d'origen basc, i trobà que dins dels empresaris aquest percentatge de cognoms constituïa fins a un 25%, la qual cosa li va permetre concloure que l'herència basca era molt important per explicar el major desenvolupament industrial d'Antioquía en el context colombià. Aquestes idees van ser sustentades pels representants de les teories desenvolupacionistes, que van buscar justificar el creixement empresarial a partir de "la personalitat dels grups socials". Avui dia el 40% dels cognoms d'Antioquía són d'origen basc.
S'hi trobaren al directori telefònic gairebé un centenar de cognoms bascos: Montoya (74), Zuluaga (35.5), Echeverri (29.6), Alzate (29,5), Aristizábal (29.5), Chavarriaga (28.8), Uribe (28), Palacio (25), Salazar (23.5), Gaviria (20), Ochoa (18.5), Orozco (17.8), Echavarría (16.3), Arroyave (16), Acevedo (Acebedo) (15), Aguirre (13), Atehortúa (13), Arbeláez (12), Cárdenas (11.9), Galeano (10.7), Berrío (10.5), Isaza (10), Arcila (9), Bolívar (8), Orrego (Orregui) (7.7), Durango (7.5), Maya (7), Vergara (7), Avendaño (5), Chaverra (5), Arteaga (4.5), Oquendo (4.4), Mira (4.3), Amaya (4.3), Chavarría (4), Espinal (3.5), Foronda (3.5), Idárraga (3.1), Ibarra (3.1), Araque (2.5), Arrubla (2.5), Ayala (2.5), Olarte (2.5), Quintana (2.3), Arizmendi(varias ortografías) (2), Navarro (2), Zabala (1.8), Lezcano (1.3), Guevara (1.2), Ibargüen (0.8), Leniz(s) (0.8), Suescún (0.8), Barreneche (0.7), Elejalde (0.7), Gamboa (0.7), Larrea (0.7), Mariaca (0.7), Zambrano (0.6), Solano (0.6), Mondragón (0.5), Arrieta (0.5), Aranzazu (0.4), Echandía (0.4), Aramburo(u)(0.3), Olano (0.3), Rada (0.3), Alvear (Alviar) (0.3), etc.

#### Herència cultural
La parla actual a Antioquía, observada de prop, té evidents influències del basc. Són d'origen basc els vocables "ama" o "amá" (mamà), "coscorria" (inservible, inepte), i "canilla" (aixeta), per citar només alguns casos. També és basca per exemple la pronunciació de la essa apicoalveolar, tan marcada en la població d'Antioquías, i de la doble ela africada, sense passar per alt la inclusió de la lletra "a" abans de certes erres inicials: arrecostarse, arrecoger, arrecordarse.
Gastronòmicament hi ha la influència basca, en la dieta diària, d'ingredients com el xoriço, els llegums i fesols, així com la semblança entre el "talo" basc i l'"arepa" d'Antioquía.

#### Indumentària
Es pot apreciar similitud entre la indumentària masculina basca i d'Antioquía.

#### Música
Musicalment és interessant comparar el bambuco, aire andí per excel·lència de Colòmbia, amb el zortziko basc. El cantant colombià Juanes (Juan Esteban Aristizábal) gravà una cançó en basc, l'idioma dels seus avantpassats, per a l'àlbum Kalea del músic basc Kepa Junkera. Adalpeko-Juanes, segons les seves declaracions, té avis bascos, igual que molts de la seva terra, a Antioquía.

#### Cases basques
El Centro Vasco de la Cultura de Antioquía és una entitat cultural de la ciutat de Medellín que vol contribuir a difondre la cultura basca en aquesta regió del país.
També hi ha la Casa Basca d'Antioquía "Luis Miguel de Zulategi", reconeguda pel Govern basc. Situada al centre de Medellín, aquesta entitat es dedica a donar a conèixer diferents aspectes de la cultura basca, com la pintura, la música i la gastronomia amb esdeveniments com la Setmana Basca, que se sol celebrar a l'octubre, exposicions en diferents sales de Medellín i cursos de gastronomia.

### Estats Units

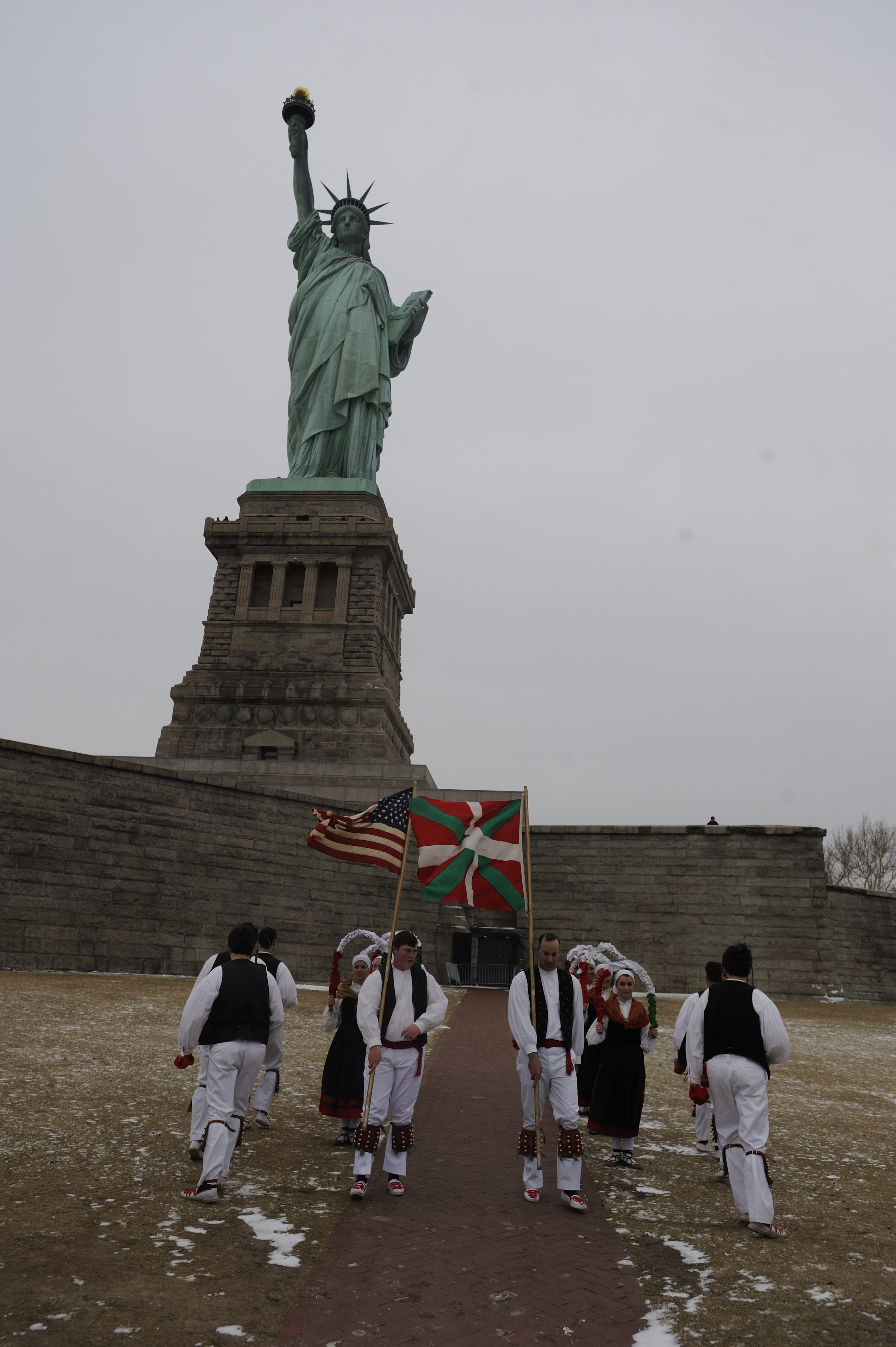
Homenatge a la diàspora a Ellis Island, Nova York, 2010

Als Estats Units hi ha una gran comunitat de bascos. Les diferents associacions estan unides en la North American Basque Organizations (NAP), creada el 1973. Organitzen diversos actes i festeigs. La més important és la National Basque Festival, que es realitza des del 1959. Els pioners d'aquest festival van ser Robert Laxalt i Peter Etxeberria a la ciutat de Sparks (Nevada).
Una zona en la qual la presència basca és especialment notable és l'àrea de Boise, on viuen uns 12.000 bascoamericans, inclòs Dave Bieter, alcalde de la ciutat fins al 2020, i això la converteix en la concentració de bascos més important dels Estats Units, només superada per les colònies existents a Xile, Argentina i Mèxic, i per la mateixa Euskal Herria, i disposa de l'única ikastola fora del País Basc, l'Escola Basca de Boise.

#### Cases basques

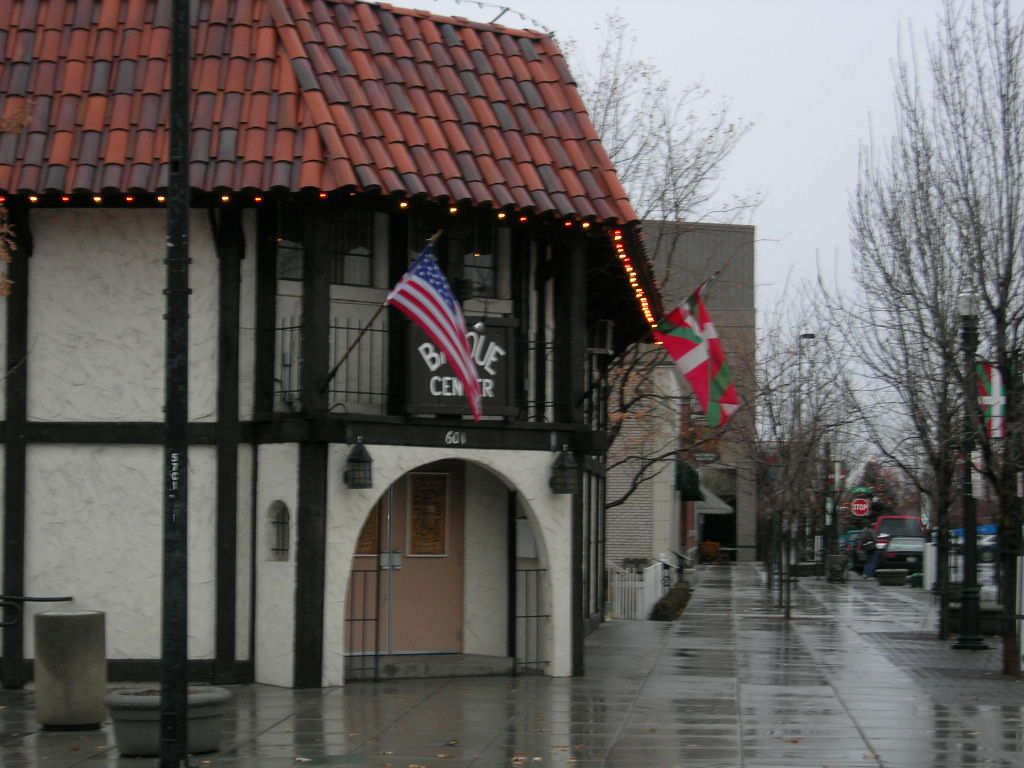
Centre basc de Boise

Als Estats Units hi ha 36 centres relacionats amb la cultura basca reconeguts oficialment pel Govern basc en virtut del Decret 318/1994, de 28 de juliol, pel qual es regulen el Reconeixement i Registre dels Centres Bascos situats fora de la Comunitat Autònoma del País Basc.

#### Herència cultural

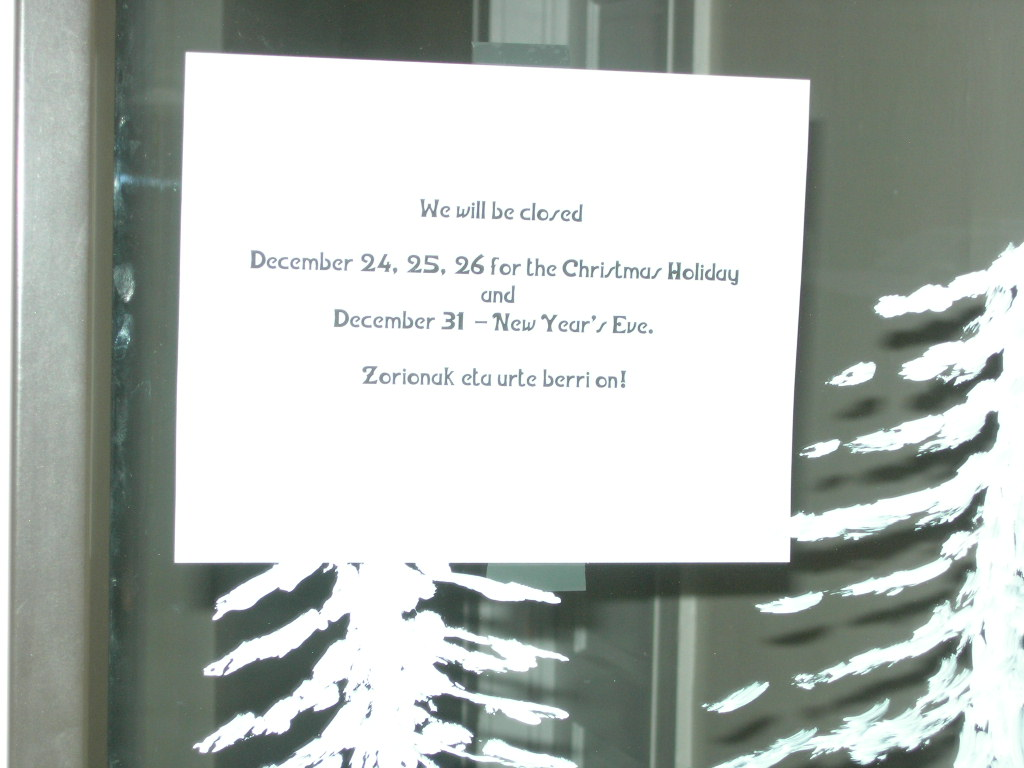
Avís nadalenc parcialment en èuscar, a Boise

A Boise hi ha un Basque Museum & Cultural Center i als voltants d'aquest centre hi ha moltes tendes i restaurants on es fa notar la cultura basca en l'anomenat "Basque block".

#### Publicacions
A la Universitat de Nevada, gràcies al Basque Studies Program, es duen a termes estudis sobre la cultura basca; es donen classes de basc i es publiquen llibres com Amerikanuak: Basques in the New World, In a Hundred Graves: a basque Portrait, Basque Nationalism, etc.

### Xile

#### Cases basques
Actualment només dues cases basques (Euskal Etxea) xilenes són reconegudes pel Govern basc: l'Eusko Etxea de Valparaíso, fundada el 1943 i l'Eusko Etxea de Santiago de Xile, fundada el 1959, però n'hi ha diverses que han demanat aquesta distinció, les de Valdivia (Xile), Linares (Xile), Temuco i la d'Iquique.

#### Herència cultural
Xile té una àmplia toponímia basca, ja sigui de llocs, com ara noms de carrers o d'accidents geogràfics, i en destaca el cas de la ciutat de Constitución, el nom original de la qual era Nueva Bilbao, en l'escut de la qual encara conserva l'escut de Biscaia.

### Saint-Pierre i Miquelon
Aquesta col·lectivitat francesa de la costa canadenca va ser una base de pescadors procedents de l'estat francès, principalment bascos, bretons i normands. La majoria dels bascos eren de Donibane Lohitzune i avui dia existeix una important comunitat basca a l'arxipèlag.

#### Herència cultural

Bandera no oficial de Saint-Pierre i Miquelon

Hi ha mostres de l'herència cultural dels bascos com el mateix nom d'una de les illes que formen la col·lectivitat, Miquelon, el nom de la qual prové del basc "Mikel". Una altra herència cultural és l'afició per la pilota basca, ja que el frontó Zazpiak bat és un dels símbols més coneguts de la presència basca de l'arxipèlag. De fet, l'associació Zazpiak bat de pilota està afiliada a la Federació Francesa de Pilota Basca.
La bandera oficiosa de Saint-Pierre i Miquelon té tres emblemes a la franja vertical entre els quals està la ikurriña, els erminis heràldics de la bandera de Bretanya i dos lleons pertanyents a l'escut de Normandia.
Anualment s'hi celebren les Festes Basques, que compten amb un programa festiu amb dantzaris, partits de pilota i exhibicions d'esport rural.

### Mèxic
Entre els primers bascs van arribar durant el període colonial cap a la Nova Espanya hi havia fra Juan de Zumarraga, un basc que va tenir un paper important en l'evangelització dels mexicans: va ser fundador de la Reial i Pontifícia Universitat de Mèxic, i també fou el primer bisbe de la Nova Espanya; fundà la confraria de Nuestra Señora de Aránzazu i anys després es donà la devoció jesuïta per sant Ignasi de Loiola. Va arribar a Mèxic una altra segona comunitat en un nombre de 1.533 membres a la fi del segle xix, els qui van fundar la Casa del Poble Basc el 1907 sota autorització de l'expresident mexicà Porfirio Díaz. Els bascs tenen 8.500 membres al Mèxic DF, Colima, Jalisco, Estat de Mèxic, Nuevo León, Coahuila, Oaxaca, Quintana Roo i Campeche. Aquesta comunitat va arribar a Mèxic al segle xix en un nombre de 1.533 membres, fugint de persecucions a l'estat espanyol i francès. Alguns dels membres d'aquesta comunitat són molt destacats en les activitats d'hostaleria
Segons dades de la comunitat, a Colima viuen aproximadament uns 2.000 bascos sense comptar els seus descendents. L'"Institut Javier Mina" és un punt de reunió cultural d'aquesta comunitat, un lloc d'expressió de joves bascomexicans i amics del País Basc. Hi ha un grup de bascos presos a Mèxic que han estat detinguts per simpatitzar amb ETA i realitzar actes d'independentisme fora de les fronteres de l'estat espanyol.
La pilota basca a Mèxic es juga des de 1895, aproximadament, i està representada per la Federació Mexicana de Frontó, AC. La formen actualment 17 especialitats de participació internacional, i se'n practiquen al país 26, en total. A Ciutat de Mèxic hi ha més pistes per a la pràctica de la pilota basca que a qualsevol altra ciutat del món.
A Mèxic els bascos o els criolls d'origen basc han representat un dels grups més importants. També es pot observar la petjada dels bascos en els noms de les ciutats de Patzcuaro, Celaya, Cadereyta, Bernal Villa de Ayala, Arizpe Pabellón de Arteaga, Santa Rosa Jáuregui, Arizpe i Durango, o a les colònies Narvarte, Echegaray o Euzkadi, així com diverses construccions colonials com el Col·legi de las Vizcaínas el Palau de Lecumberri, l'església de San Ignacio de Loyola a Ciutat de Mèxic; i més enllà s'han caracteritzat per ser una de les aristocràcies més poderoses de Mèxic, com és la família Azcárraga, els Lascuráin, els Iturbide, els Yturbe o els Labastida, o han deixat petjada en l'urbanisme de la capital als carrers de les colònies Del Valle, Doctores, Tacubaya, o al sud del centre (la Caserna basca en temps colonials) poden veure's el nom de benefactors de les colònies i metges importants com ara: Aniceto Ortega, Martín Mendalde, Concepción de Béistegui, Yturbe, Juan Sánchez Azcona, Álvarez de Icaza Dr. José María Vértiz, Dr. Navarro, Dr. Liceaga, Francisco Olaguibel, Meave, Echeveste, Aldacoa i Aranda o a l'orient, l'Anell Perifèric pren el nom de Canal de Garay.

### Uruguai
S'estima que fins al 10% de la població d'Uruguai té almenys un progenitor amb un cognom basc. La primera onada d'immigrants bascs arribà a Uruguai des d'Iparralde el 1824.

### Veneçuela

#### Presència basca
En el tercer viatge de Colom (1498) hi van participar els germans Arana, el boter Martín de Arriaran, el larrabetzuarra Pedro de Bilbao i el secretari de Colom, Bernardo de Ibarra. El 30 de juliol van albirar l'illa de Trinitat i l'1 d'agost la costa veneçolana, concretament el golf de Paria, situat prop de les boques de l'Orinoco. Ibarra va declarar en el plet entre el Fisc i Diego Colom fent saber al rei i a la reina "les perles i coses que havien trobat" i que Colom havia enviat una carta de marejar els rumbs i vents per on havia arribat a Paria.
Diversos bascos participen en els intents de fundació de Caracas el 1526 i 1528: Pedro de Alegria (tinent de governador) i Martín López, entre d'altres. El 1567 Juan de Losada crea Santiago de León de Caracas. L'acompanyen Diego Henares de Lezama, barakaldarra, autor del traçat de la ciutat i comptador reial; Sancho del Villar, oñatiarra, membre del primer cabildo i dels següents, alcalde el 1590 i alferes general; Francisco de Agorreta, Francisco Maldonado de Armendáriz, Juan de Amézaga, etc.
Al començament del segle xvi es troben a la zona els bascos Domingo de Zubizarreta, Sancho de Lizaur, Juan López de Arrichulueta ("veedor" de la costa de Cubagúa i de las Perlas), Martín de Ochandiano (tresorer reial) i el franciscà Antonio de Bilbao (prior del convent de Cubagúa el 1531). El biscaí Bono de Quexo explora per primera vegada l'illa de Trinitat (1515). En aquells dies es coneix el pas per la zona dels capitans Hernando de Beteta i Basconia. Un altre capità, Gonzalo Martel de Ayala, pren part el 1538 en l'expedició d'Espira cap a San Juan de los Llanos. El capità Basconia en la de l'alemany Alfinger al llac de Maracaibo (1529 i 1533). El 1540 Martín de Arteaga i Sebastián de Amescua, capitans, participen en l'expedició de Hutton al mític El Dorado. Entre els religiosos, el 1672 Francisco de Puente la Reina i uns altres 10 frares van passar a Cumaná, on van residir durant 40 anys. Aquest navarrès va fundar la Conversió de la Doctrina Cristiana pels chaimas. F. Javier d'Alfaro (Manuel Fredes) va passar del convent de los Arcos a Maracaibo; va escriure un catecisme per a cada grup de natius coians, chaques i anatomos. Nicolás de Renteria predicà a Los Llanos el 1663. Antonio de Idiazabal va arribar a Veneçuela el 1672 i va morir, malalt, a Cumaná.
De 1728 a 1785 funcionà la Reial Companyia Guipuscoana de Caracas, companyia comercial del cacau veneçolà dirigida al territori per Pedro de Olavarriaga. Tenia factories a La Guaira, Caracas, Puerto Cabello, San Felipe, Maracaibo, Cumaná i Guaiana. No sols va portar mercaderies guipuscoanes sinó també tropes i va habilitar embarcacions pròpies per defensar Veneçuela dels atacs anglesos, guerra en la qual es va distingir Blas de Lezo. A ella es va deure la colonització de Cumaná i diversos assajos pesquers. La declaració de lliure comerç de 1778 i l'assetjament anglès van determinar-ne el tancament.
Els bascos establerts a Veneçuela van prosseguir la colonització principalment a les valls d'Aragua, a les planes de Cojedes, l'Estat Portuguesa, Orinoco i costes de Caracas. Alhora, molts dirigents del procés d'independència veneçolà tenien avantpassats bascs, com Simón Bolívar, Rafael Urdaneta, Cristóbal Mendoza, Carlos Soublette, José Antonio Anzoátegui, José Tadeo Monagas, José Gregorio Monagas i Juan Bautista Arismendi. Els versos de l'himne veneçolà van ser escrits per Vicente Salias i la música per Juan Landaeta, tots dos afusellats el 1814 durant la Guerra d'independència. Un altre notable veneçolà, com el pintor Arturo Michelena, considerat un dels millors pintors veneçolans del segle xix, tenia avantpassats bascos.
Una segona onada va ser la impulsada per la Guerra civil de 1936-1939, que va polaritzar les dretes i esquerres a Veneçuela. El Govern d'Eleazar López Contreras va crear un Institut Tècnic d'Immigració i Colonització de terres impulsat per Arturo Uslar Pietri. Al juny de 1939 sortia d'Europa el primer grup de refugiats bascos. Els nouvinguts van destacar en l'ensenyament (els Miangolarra), la construcció (Aguirrezabala, Salvador, Badiola, Múgica, Rousse, etc.), l'agricultura, el comerç i la indústria pesquera ("Pesqueres Basques del Carib"). El 1940 es crea una Delegació del Govern Basc i els nous emigrats van erigir una Associació de Socors Mutus presidida per Ignacio de Rotaeche. Dos anys després van començar a florir els Centres Bascos de Caracas, El Tigre, Puerto La Cruz, La Victoria, València, Maracaibo, Cumaná, etc.
José Antonio de Aguirre, president del Govern d'Euzkadi a l'exili, al qual dos diplomàtics veneçolans (Rómul Araujo i Carlos Enrique Aranguren) havien auxiliat en la seva fugida d'Europa, va visitar per primera vegada Veneçuela a l'octubre de 1942 (el 1983 ho faria el lehendakari Carlos Garaicoetxea). Es va celebrar en el frontó de Caracas el I Campionat de Pilota. El CV de Caracas va obrir les portes en aquest any després de la labor d'una comissió constituïda per Víctor Elguezabal, Andoni de Arozena, José Luis Ochoa de Chinchetru i algú més. Després, el 1950, es va inaugurar la nova seu al barri residencial "El Paraíso". A l'entorn de la nova seu destaquen Martín Gaubeka, José Estornés, José Elguezabal, Miguel Pelay, Florentino Urarte, Juan de Iturri, etc. Té una banda de txistularis (1966, els germans Oñatibia), un club de futbol, una ikastola dirigida per Iziar Basterretxea (1965), etc. Un tret comú en la colònia basca és la seva devoció per Simón Bolívar, al qual cada any li reten homenatge. Així mateix el seu cultiu de la música (cor "Pizkunde" des del 1942), la dansa, grups vocals, teatre, etc.

#### Eusko Etxea de Caracas
En l'actualitat és el Centre Basc més populós (600 famílies, hi predominen biscaïns i alabesos) i un dels més importants del món. Construït al barri "El Paraíso" sobre una parcel·la de 10.000 m², fou inaugurat en la primera quinzena de març de 1950 sota la presidència del lehendakari José Antonio de Aguirre, acompanyat per Joseba de Rezola i Jesús de Galíndez. És un edifici inspirat en el model del caseriu, de dues plantes, bar, sala de reunions, biblioteca, despatxos, restaurant, ikastola, piscina i frontó de 45 m de llarg.
Entre els bascos nascuts a Veneçuela es pot destacar:
- Iñaki Anasagasti Olabeaga: va néixer el 16 de novembre de 1947 a Cumaná, Veneçuela, on la seva família, nacionalista basca (el seu pare era militant del PNB), s'havia exiliat després de la Guerra Civil espanyola (la seva mare va arribar a Veneçuela el 1945). És un polític pertanyent al Partit Nacionalista Basc.
- Fernando Amorebieta Mardaras: va néixer a Cantaura, estat d'Anzoátegui, Veneçuela, el 29 de març de 1986, és un futbolista que juga de defensa i el seu actual equip és l'Athletic Club de Bilbao de la primera divisió de l'estat espanyol.
- Mikel Erentxun Acosta: va néixer a Caracas, Veneçuela, 23 de febrer del 1965, és un cantant de rock i músic establert a Sant Sebastià. Vocalista de Duncan Dhu al costat de Diego Vasallo, a més d'arquitecte.
- Unai Etxebarria Arana: és un exciclista nascut el 21 de novembre del 1972, va néixer a Caracas; des de la infància, però, resideix al País Basc.

## La diàspora en l'actualitat

### Relacions de les comunitats basques amb els governs del País Basc i Navarra
El Govern Basc i el Govern de Navarra mantenen una relació estreta amb els centres de la diàspora. Tots dos governs tenen un registre de centres i fan actes i congressos tant en terres de la diàspora com en terres basques.
Cada quatre anys se celebra el Congrés Mundial de Col·lectivitats Basques. Un congrés qualificat com a històric en fou el del 1995. Encapçalat pel llavors lehendakari José Antonio Ardanza Garro, hi van estar representades col·lectivitats basques de diferents països, membres del Govern Basc i del Govern de Navarra, així com autoritats procedents del País Basc del Nord.
Hi ha, així mateix, diverses publicacions editades per la Direcció de Relacions amb les Col·lectivitats Basques. Hi destaquen la revista Euskal Etxeak, publicacions dels Congressos Mundials de Col·lectivitats Basques, Premi Andrés de Irujo, Col·lecció "Euskaldunak Munduak - Vascos en el Mundo", i la col·lecció Urazandi (més enllà dels mars), que recull principalment en cada capítol la història dels centres bascos repartits pel món.
El Decret 318/1994, de 28 de juliol, del Govern Basc, regula el reconeixement i registre dels centres bascos (euskal etxeak) situats fora del País Basc.

## Diàspora basca en documentals
- 2012 Guk, nosotros (Nuria Vilalta) (visible a vimeo)
- 2010 Amerikanuak (Gorka Bilbao i Nacho Reig) (se'n pot veure el tràiler en youtube)
- 2007 ¡Gora Vasco! (Milonga de temple y carretilla) (Roberto Arizmendi) (se'n pot veure el tràiler en youtube)